# Aurelio Pérez Perelló
Aurelio Pérez Perelló (Buñol, Valencia, 1928 - Buñol, Valencia, 2005) was een Spaans componist en klarinettist. Voor zijn composities kreeg hij verschillende prijzen en onderscheidingen.
Pérez Perelló kwam uit een muzikale familie en kreeg al als kleine jonge muziekles in de plaatselijke muziekschool. Hij studeerde klarinet en ging in 1950 naar het militair en werd lid van de Banda de Música del Ministerio de Marina te Madrid.

## Composities

### Werken voor orkest
- Concierto, voor trombone en orkest

### Werken voor banda (harmonieorkest)
- 1998 Teatro Montecarlo, pasodoble concierto[1]
- 2003 St. Moritz 2003, pasodoble
- Antonio Vercher, pasodoble
- Conchin y Conchi, pasodoble
- Concierto, voor klarinet en banda (harmonieorkest)
- El Calero, pasodoble
- El Arquitecto, pasodoble
- Flores de España
- Jaime Chufa, pasodoble
- Miguel Galán, pasodoble
- Sugerencias, concerto voor banda (harmonieorkest)
  1. Larghetto. Allegro.
  2. Allegro moderato. Allegro vivo

## Medi
1. ↑  Teatro Montecarlo door Banda de Música del Círculo Católico de Torrent o.l.v. Vicente Cogollos Llinares. Gearchiveerd op 20 oktober 2017.

- Biblioteca Nacional de España: XX946294
- Virtual International Authority File: 87916427
- WorldCat: E39PBJmTvjbFggFfq6cCKCbmVC